# ۲ جمادی‌الاول
۲ جمادی‌الاول، دومین روز از ماه جمادی‌الاول در تقویم هجری قمری است.
در تقویم هجری قمری قراردادی این روز صد و بیستمین روز سال است.

## درگذشتگان
- ۷۷۶ - سلطان اویس جلایر از پادشاهان آل جلایر